# Straže
Straže so naselje v Občini Lenart.
Straže ležijo na razglednem slemenu med dolino v povirju potoka Črmlje na severu in dolino potoka Rogoznice na jugu. Poleg živinoreje je pomembno tudi sadjarstvo. Ime naselja je iz časov turških vpadov, ko so tu na nevarnost opozarjali s kurjenjem kresov.